# Sichuan-Universität
Die Sichuan-Universität (chinesisch 四川大學 / 四川大学, Pinyin Sìchuān Dàxué) ist eine bedeutende Universität in Chengdu, der Hauptstadt der chinesischen Provinz Sichuan. 

## Geschichte
Die Universität wurde 1896 gegründet und geht auf den 1740 in Chengdu gegründeten Jinjiang Shuyuan zurück, der seine Wurzeln letztlich im Jahr 141 hat. Am 7. Dezember 2018 besuchte Bundespräsident Frank-Walter Steinmeier die Universität und hielt eine Rede vor rund 300 Studenten.

## Persönlichkeiten
- Zhu De (朱德)
- Yang Shangkun (杨尚昆)
- Guo Moruo (郭沫若)
- Ba Jin (巴金)
- Feng Youlan (冯友兰)
- Wu Yuzhang (吴玉章)